# Elmira Abdrazakova
Elmira Rafailovna Abdrazakova (en ruso: Эльмира Абдразакова, Kazajistán) es una modelo rusa y reina de belleza ganadora del título Miss Universo Rusia 2013. Representó Rusia en Miss Universo 2013.

## Miss Universo 2013
Abdrazakova ganó la 21.ª edición del Miss Rusia que se celebró el día 2 de marzo del 2013 en Moscú por lo cual representó a Rusia en el Miss Universo 2013 y Miss Mundo 2013. Sus declaraciones a favor de las activistas Pussy Riot han generado gran revuelo en su país.